# Straton z Lampsaku
Straton z Lampsaku (ok. 335 p.n.e. - ok. 269 p.n.e.) – grecki filozof, perypatetyk, zainteresowany przede wszystkim fizyką. Pochodził z Lampsakos.
Straton był nauczycielem Ptolemeusza II Filadelfosa i Arystarcha z Samos. Został kierownikiem Lykeionu ok. 287 p.n.e. zastępując Teofrasta i przewodniczył instytucji przez 18 lat. Zajmował się przede wszystkim naukami przyrodniczymi dla których przyjął nazwę Physicus (greckie: Φυσικός). Diogenes Laertios przytacza długą listę prac Stratona, z których tylko kilka tytułów dotyczy filozofii, a zdecydowana większość nauk fizycznych. Do dziś nie zachowało się żadne z jego dzieł.
Straton rozszerzył fizykę Arystotelesa, zauważając, że spadające ciała przyspieszają, zamiast poruszać się ruchem jednostajnym. Argumentu za takim wnioskiem dostarczyły mu obserwacje swobodnie spadających strug wody, które po przebyciu pewnej drogi rozpryskują się na krople. 
Był materialistą (podobnie jak atomiści Leucyp i Demokryt z Abdery) i wierzył, że wszystko we wszechświecie zbudowane jest z materii i energii. Stworzył quasi-ateistyczną wizję świata, traktującą wszechświat jako mechanizm, w którym transcendentne siły (np. boskie) nie istnieją.